# Křižanovice u Vyškova
Obec Křižanovice u Vyškova se nachází v okrese Vyškov v Jihomoravském kraji. Obec leží 3 km severovýchodně od Vyškova v nadmořské výšce 244 m. Žije zde 143 obyvatel.

## Historie
První písemná zmínka o obci pochází z roku 1408, kdy Artleb z Říčan přijal od biskupa léno na Křižanovice. Roku 1848 celá obec vyhořela. Kvůli tomuto požáru obec zůstávala v rozvoji trvale za ostatními okolními sídly. Roku 1956 bylo založeno v obci zemědělské družstvo.
Od roku 2001 vlastní obec znak i prapor.

## Obyvatelstvo

### Struktura
V obci k počátku roku 2016 žilo celkem 133 obyvatel. Z nich bylo 64 mužů a 69 žen. Průměrný věk obyvatel obce dosahoval 42,1 let. Dle Sčítání lidu, domů a bytů, provedeného v roce 2011, žilo v obci 139 lidí. Nejvíce z nich bylo (18,7 %) obyvatel ve věku od 30 do 39 let. Děti do 14 let věku tvořily 11,5 % obyvatel a senioři nad 70 let úhrnem 7,9 %. Z celkem 123 občanů obce starších 15 let mělo vzdělání 39,8 % střední vč. vyučení (bez maturity). Počet vysokoškoláků dosahoval 5,7 % a bez vzdělání bylo naopak 0 % obyvatel. Z cenzu dále vyplývá, že ve městě žilo 71 ekonomicky aktivních občanů. Celkem 87,3 % z nich se řadilo mezi zaměstnané, z nichž 67,6 % patřilo mezi zaměstnance, 1,4 % k zaměstnavatelům a zbytek pracoval na vlastní účet. Oproti tomu celých 47,5 % občanů nebylo ekonomicky aktivní (to jsou například nepracující důchodci či žáci, studenti nebo učni) a zbytek svou ekonomickou aktivitu uvést nechtěl. Úhrnem 80 obyvatel obce (což je 57,6 %), se hlásilo k české národnosti. Dále 38 obyvatel bylo Moravanů a 4 Slováků. Celých 39 obyvatel obce však svou národnost neuvedlo.
Vývoj počtu obyvatel za celou obec i za jeho jednotlivé části uvádí tabulka níže, ve které se zobrazuje i příslušnost jednotlivých částí k obci či následné odtržení. Obec Křižanovice u Vyškova byla od 1. ledna 1986 do 23. listopadu 1990 místní částí města Vyškova.
| Místní části   | Místní části               | 1791 | 1834 | 1869 | 1880 | 1890 | 1900 | 1910 | 1921 | 1930 | 1950 | 1961 | 1970 | 1980 | 1991 | 2001 | 2011 |
| -------------- | -------------------------- | ---- | ---- | ---- | ---- | ---- | ---- | ---- | ---- | ---- | ---- | ---- | ---- | ---- | ---- | ---- | ---- |
| Počet obyvatel | část Křižanovice u Vyškova | 180  | 190  | 172  | 202  | 214  | 233  | 266  | 248  | 268  | 200  | 196  | 182  | 148  | 120  | 142  | 139  |
| Počet domů     | část Křižanovice u Vyškova | 34   | 35   | 36   | 39   | 41   | 45   | 48   | 51   | 54   | 57   | 52   | 51   | 49   | 56   | 56   | 59   |

## Pamětihodnosti
- Pozdně barokní boží muka v obci
- Boží muka a kříž na začátku obce
- Kamenný kříž na konci obce
- Kamenný kříž u silnice směr Vyškov
- Kaple svatého Mikuláše z 18. století

## Galerie

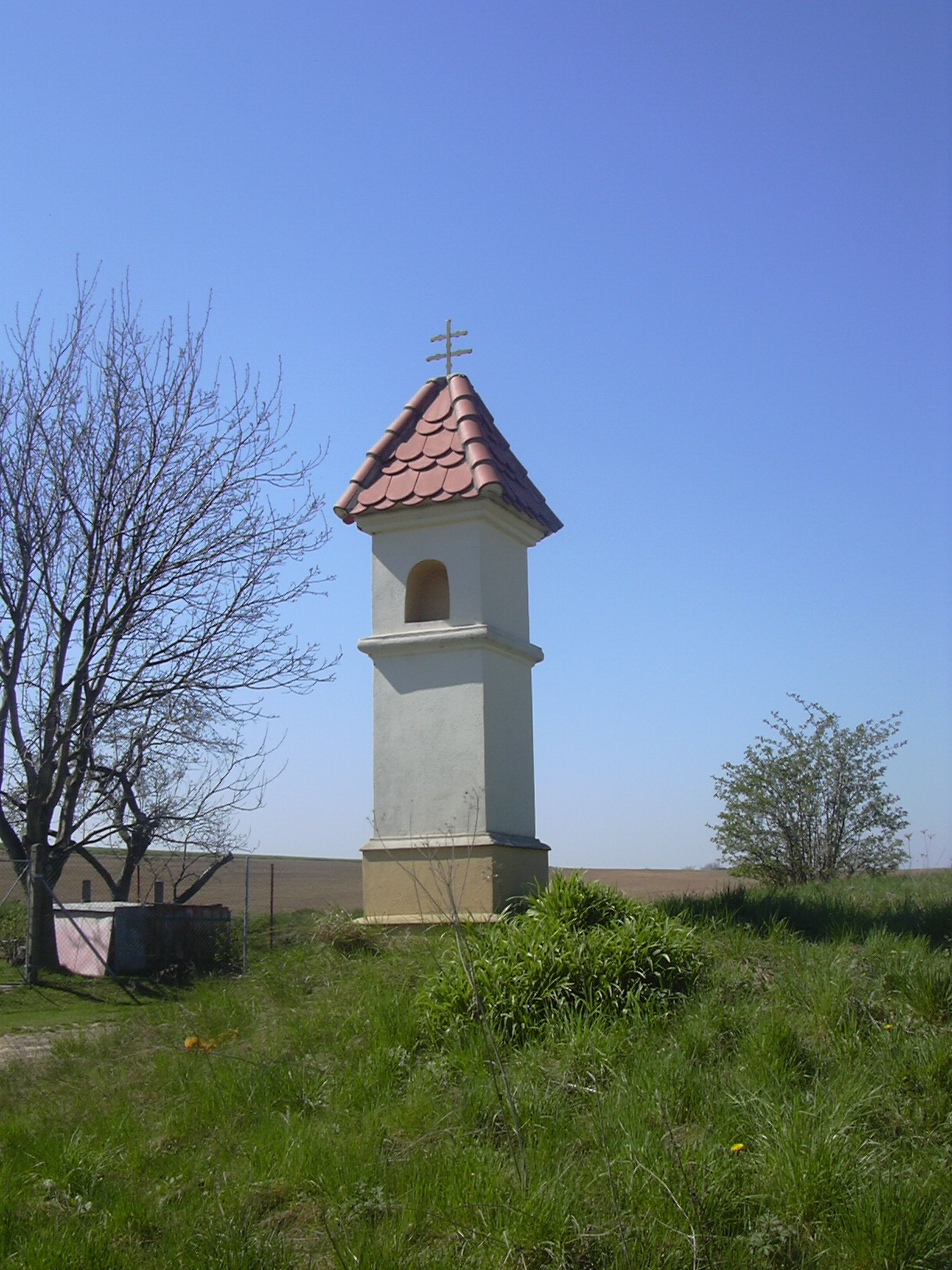
Boží muka
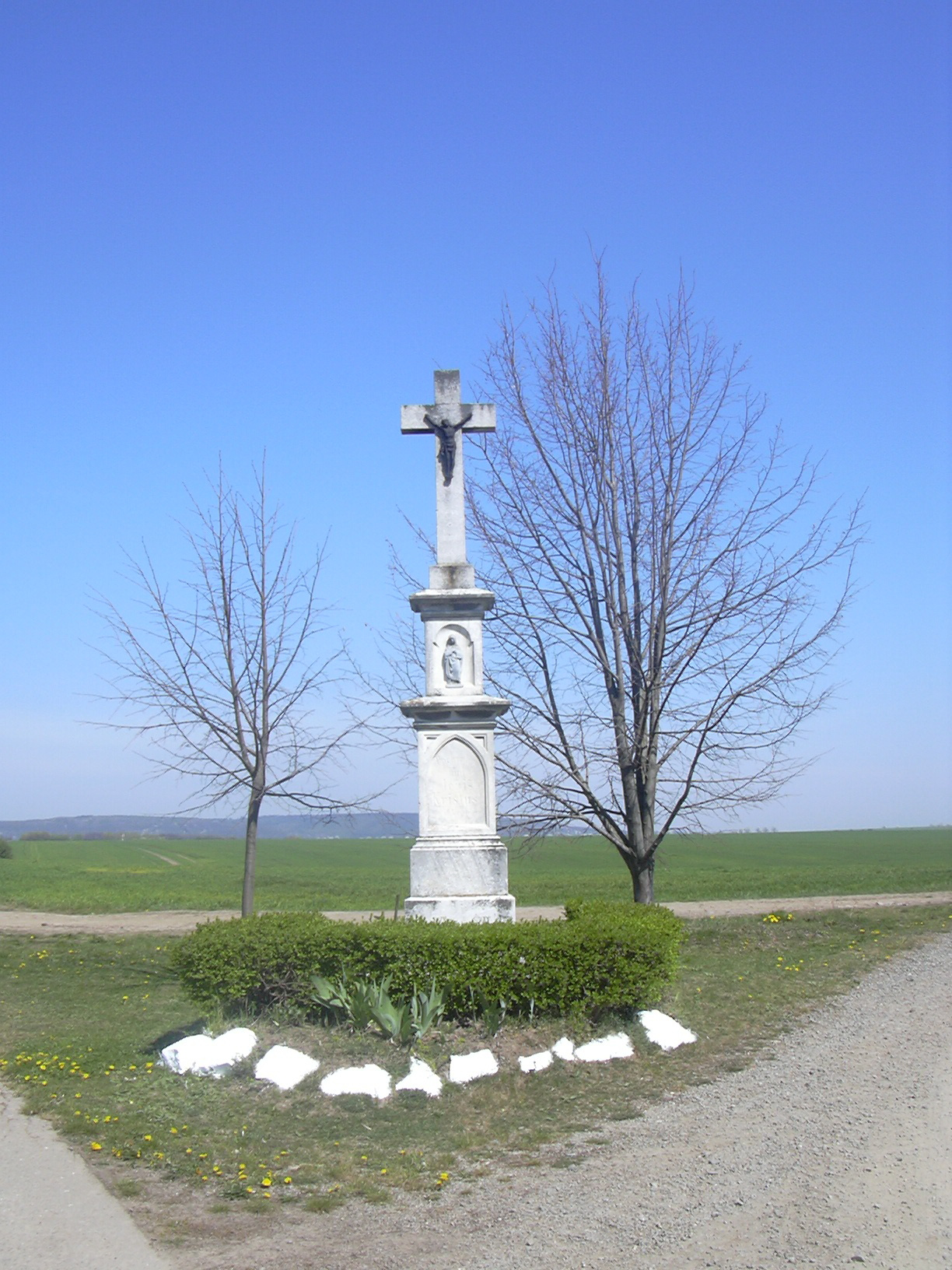
Kříž

## Mikroregion Ivanovická brána
Svazek obcí mikroregionu Ivanovická brána byl zaregistrován 12. února 2004 a tvoří jej celkem 12 obcí: Ivanovice na Hané, Dětkovice, Hoštice-Heroltice, Křižanovice u Vyškova, Medlovice, Moravské Málkovice, Orlovice, Prusy-Boškůvky, Rybníček, Švábenice, Topolany a Vážany. Předmětem činnosti tohoto svazku obcí je vzájemná pomoc při řešení samosprávných, kulturních, environmentálních i hospodářských problémů a získávání finančních prostředků na podporu cestovního ruchu a projektů v regionu.